# عبد القديم زلوم
عبد القديم يوسف زلّوم من مواليد عام 1924 م في مدينة الخليل، الأمير الثاني لحزب التحرير بعد الشيخ تقي الدين النبهاني، حصل على الشهادة العالمية من جامعة الأزهر عام 1949 م، توفيّ الشيخ عام 2003 م.

## نسبه ونشأته
هو الشيخ عبد القديم بن يوسف بن عبد القديم بن يونس بن إبراهيم الشيخ زلوم ولد في عام 1342هـ الموافق 1924م في الراجح من الأقوال في مدينة الخليل في فلسطين من عائلة معروفة ومشهورة بالتدين، فوالده من حفظة القرآن، وقد عمل والده مدرساً في زمن الدولة العثمانية.
وكان عم والده عبد الغفار يونس زلوم مفتياً للخليل في زمن الدولة العثمانية. وكانت عائلة زلوم من العائلات التي تخدم المسجد الإبراهيمي.
نشأ وترعرع في مدينة الخليل حتى بلغ الخامسة عشرة من عمره، وتلقى تعليمه الابتدائي في المدرسة الإبراهيمية في الخليل ثم قرر والده أن يرسله إلى جامعة الأزهر بمصر ليتعلم الفقة وكان ذلك في عام 1939م.

## علمه ودراسته
التحق الشيخ عبد القديم بجامعة الأزهر عام 1939م، وحصل على شهادة الأهلية الأولى في الجامع الأزهر عام 1361هـ الموافق 1942م وحصل على شهادة العالية لكلية الشريعة في الأزهر عام 1366هـ الموافق 1947م وحصل على شهادة العالمية مع تخصص القضاء عام 1368هـ الموافق 1949م.

## المجالات التي عمل فيها
عمل في مجال التدريس في عام 1949م، فعيّن في مدارس بيت لحم لمدة سنتين، ثم انتقل إلى الخليل في عام 1951م وعمل مدرساً في مدرسة أسامة بن منقذ.
والتقى بالشيخ تقي الدين النبهاني عام 1952م. وصار يذهب إلى القدس للتنسيق معه والدرس والمناقشة حول موضوع حزب التحرير. وقد انضم إلى حزب التحرير عندما بدأ العمل مطلع 1953م، وأصبح عضو قيادة في حزب التحرير منذ 1956م.

## الكتب التي ألّفها
1. الأموال في دولة الخلافة - من منشورات حزب التحرير.[1]
2. نظام الحكم في الإسلام (توسيعه وتنقيحه) - من منشورات حزب التحرير.[2]
3. الديمقراطية نظام كفر - من منشورات حزب التحرير.[3]
4. حكم الشرع في: الاستنساخ - نقل الأعضاء - الإجهاض - أطفال الأنابيب - أجهزة الإنعاش الطبية - الحياة والموت.[4]
5. منهج حزب التحرير في التغيير.[5]
6. التعريف بحزب التحرير.[6]
7. الحملة الأميركية للقضاء على الإسلام.[7]
8. الحملة الصليبية لجورج بوش على المسلمين.
9. هزات الأسواق المالية.
10. حتمية صراع الحضارات.
11. كيف هدمت الخلافة.

## إمارة حزب التحرير
بعد وفاة الشيخ تقي الدين النبهاني عام 1977م، اختير الشيخ عبد القديم زلوم أميراً لحزب التحرير.
وبقي أميراً لحزب التحرير حتى تنحى عن إمارة الحزب في يوم الاثنين الرابع عشر من محرم سنة 1424هـ الموافق 17/ 03/ 2003م، بعد أن بلغ عمره ثمانين عاماً، «وكأنه أحس بدنو أجله فأحب أن يلقى الله وهو مطمئن على هذه الدعوة التي قضى في حمل أعبائها ثلثي عمره،...؛ لذلك أحب أن يتنحى عن إمارة الحزب ويشهد انتخابات الأمير من بعده» (مجلة الوعي، العددان 234 و235، ص 19).

## وفاته
توفي الشيخ عبد القديم زلوم ليلة الثلاثاء 27 صفر 1424 هـ الموافق 29 أبريل 2003 م، بعد أربعين يوماً من تنحيه عن إمارة حزب التحرير، عن عمر يناهز الثمانين عاماً.
وأقيم له بيت عزاء في الخليل، وكذلك بيوت أخرى في عمان وغيرها.
وكان من أبرز إنجازاته إصلاح القانون الإداري لحزب التحرير عندما أوجد هيئةَ انتخابٍ للأمير وديواناً للمظالم واستقال من منصب الأمير ورعى الانتخابات من بعده التي جاءت بالشيخ عطا أبو الرشتة ، كما أنه حاول إدخال الحزب في الحياة السياسية فأفتى بجواز الدخول والمشاركة في الانتخابات النقابية والجمعيات الخيرية، ولكن أراءه جوبهت بمعارضة من قبل شباب الحزب، مما جعله يتراجع عن رأيه ويبقى رأي الحزب هو حرمة النقابات والجمعيات الخيرية في بلاد المسلمين. وفي النظر إلى سياسات الحزب عبر تاريخه يُعد الشيخ عبد القديم زلوم أفضل من قاد الحزب.

## المصدر
1. ↑  صفحة كتاب الأموال في دول الخلافة نسخة محفوظة 02 أكتوبر 2017 على موقع واي باك مشين.
2. ↑  صفحة كتاب نظام الحكم في الإسلام نسخة محفوظة 15 نوفمبر 2017 على موقع واي باك مشين.
3. ↑  صفحة كتاب الديمقراطية نظام كفر نسخة محفوظة 22 ديسمبر 2017 على موقع واي باك مشين.
4. ↑  صفحة كتاب حكم الشرع... نسخة محفوظة 09 ديسمبر 2017 على موقع واي باك مشين.
5. ↑  صفحة كتاب منهج حزب التحرير في التغيير نسخة محفوظة 04 ديسمبر 2017 على موقع واي باك مشين.
6. ↑  صفحة كتاب حزب التحرير نسخة محفوظة 04 ديسمبر 2017 على موقع واي باك مشين.
7. ↑  صفحة كتاب الحملة الأمريكية... نسخة محفوظة 02 أكتوبر 2017 على موقع واي باك مشين.